# Procès de Socrate

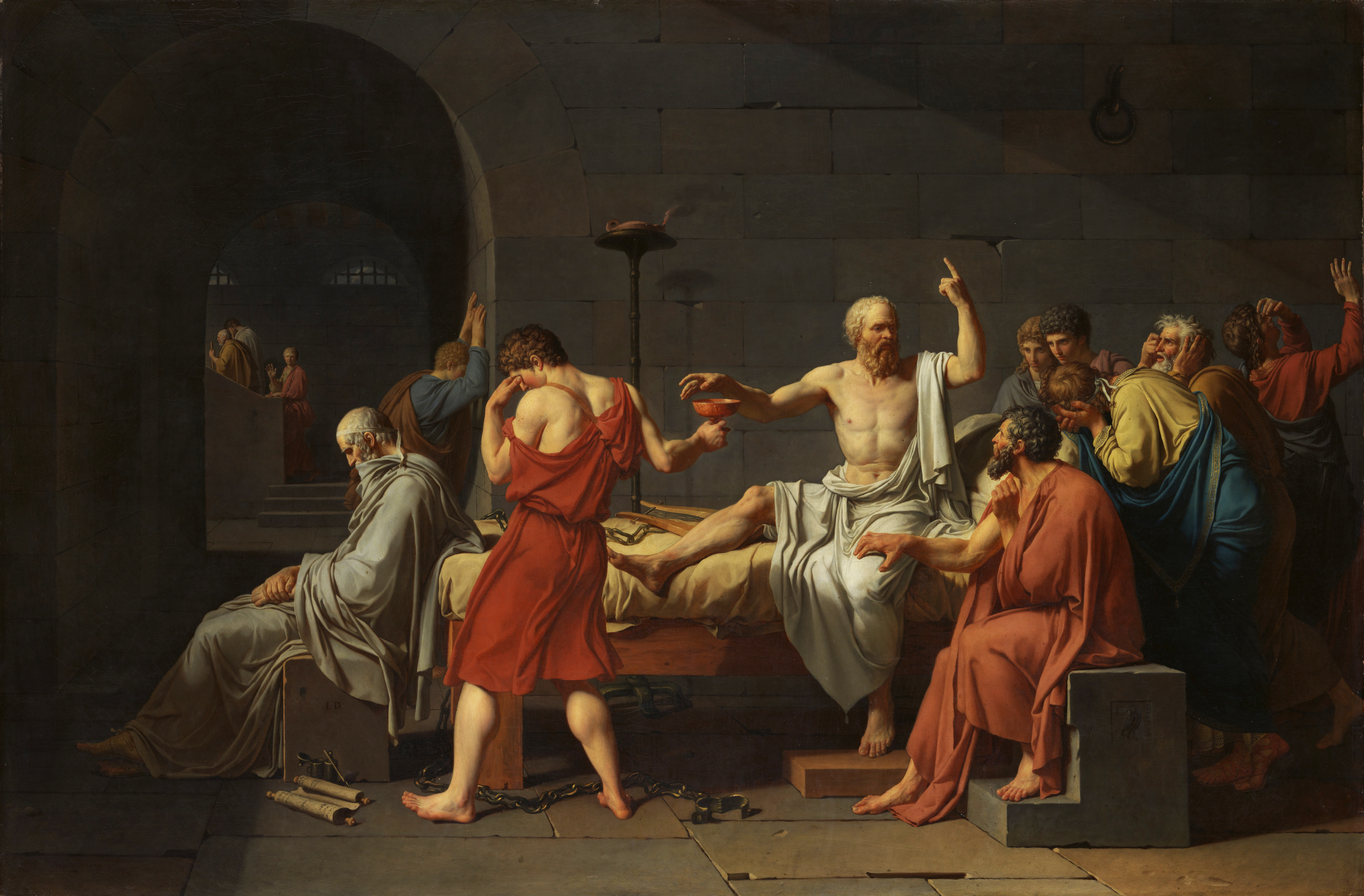
La Mort de Socrate, par Jacques-Louis David (1787).

Le procès de Socrate est l'un des procès les plus célèbres de l'Histoire. Le philosophe athénien Socrate est accusé par Mélétos de corrompre la jeunesse, de nier les dieux de la cité et d'introduire des divinités nouvelles à Athènes. Socrate est condamné à mort par le tribunal de l'Héliée, à Athènes, en 399 avant J.-C. Plusieurs amis de Socrate proposent de le défendre, mais il refuse leur aide. Acceptant la sentence, bien que se défendant de l'accusation d'impiété, il boit volontairement la ciguë.
Le procès et la mort de Socrate sont relatés par deux de ses disciples, Platon et Xénophon. Platon accorde une tétralogie entière au procès de Socrate, qui part de l'Euthyphron pour continuer avec l'Apologie de Socrate, le Criton et, enfin, le Phédon. Xénophon, lui, en parle dans son Apologie de Socrate, dans les Mémorables, et dans les Épîtres socratiques.

## Contexte
Le procès et la condamnation de Socrate doivent se comprendre dans leur contexte historique. Durant le Ve siècle av. J.-C, Athènes apparaît comme la cité la plus puissante du monde grec. La guerre du Péloponnèse, commencée en 431 av. J.-C, se termine toutefois pour elle par une terrible défaite. Vaincue par Sparte, Athènes perd son empire maritime et un quart de ses citoyens. Elle connaît ensuite une grave crise financière et d'importantes tensions politiques. À la fin de la guerre, c'est le régime démocratique lui-même qui est mis en cause.
Une première tentative pour renverser la démocratie, à l'initiative d'Alcibiade et au profit d'un régime oligarchique, a lieu en -411. En 404 avant J.-C, une nouvelle tentative, dirigée par Théramène, institue le régime des Trente, qui tyrannise la ville, mais échoue une nouvelle fois.
La condamnation de Socrate a lieu peu de temps après la fin du régime oligarchique des Trente. Durant cette période, les tensions sociales sont importantes, et Socrate est accusé par l'homme politique Anytos, l'orateur Lycon et le poète Mélétos.

## Déroulement

### Mise en accusation à l'Héliée

#### Fonctionnement de l'Héliée au temps de Socrate
Le cadre institutionnel athénien a fait de l'Héliée le principal tribunal chargé de juger les procès civils au sein de la Cité. Ce tribunal est composé de six mille citoyens, tirés au sort chaque année. De ce fait, le système judiciaire est une sorte de doublet du système politique avec son assemblée, l'ecclésia, et l'on peut parler d'une justice populaire. Les juges, ou héliastes, chargés de juger les procès du jour sont eux-mêmes tirés au sort chaque jour parmi les six mille juges annuels. Ils sont rétribués pour leur fonction. Le nombre d'héliastes varie en fonction de l'importance du procès, entre 201 et 2501.
N'importe quel citoyen peut porter une accusation. Certains de ces accusateurs, qui ont reçu le sobriquet méprisant de sycophantes (« porteurs de figues »), sont des délateurs habitués, parfois soudoyés pour porter des accusations contre autrui, souvent dans un but politique. La plainte doit être déposée auprès d'un magistrat (l'archonte ou le thesmothète), et le jour du procès, l'accusateur et l'accusé parlent à tour de rôle, leur temps de parole étant mesuré par la clepsydre. Les juges votent ensuite en déposant un caillou dans l'une des deux urnes prévues à cet effet. Si l'accusation est rejetée, l'accusateur peut se voir infliger une peine. Si l'accusation est acceptée, il y a deux cas de figure : soit la loi prévoit une peine, et c'est celle-ci qui est appliquée, soit la loi n'en prévoit pas. Dans ce dernier cas, et c'est celui du procès de Socrate, accusateur et accusé peuvent chacun proposer une peine, et les juges décident laquelle appliquer.

#### Accusateurs de Socrate
Les accusateurs de Socrate sont au nombre de trois : Mélétos, Anytos et Lycon.
Mélétos est poète et c'est sans doute lui qui a déposé la plainte auprès de l'archonte-roi. Bien que dans leur Apologie, Platon et Xénophon le fassent dialoguer avec Socrate, il est peu vraisemblable qu'un tel dialogue ait eu lieu lors du véritable procès. Mélétos apparaît chez Platon et Xénophon comme un individu sans envergure, et n'était sans doute que le prête-nom d'Anytos.
Anytos est un homme politique issu d'un milieu modeste par comparaison aux hommes politiques appartenant aux anciennes familles aristocratiques de la ville qui  avaient dirigé jusque-là la cité. Il a fait fortune comme tanneur. Proche de Théramène et des modérés, il rejoint cependant en exil Thrasybule lors du gouvernement des Trente en 404. C'est donc un homme politique en vue après la restauration de la démocratie, parmi les plus puissants, si l'on en croit Isocrate. Anytos est l'un des personnages du Ménon de Platon : il y apparaît comme opposé aux sophistes, qu'il juge dangereux pour la jeunesse.
Lycon est un personnage dont on sait peu de choses. Orateur, il est la cible de poètes comiques tels Eupolis et Cratinos. Appartenant à l'entourage d'Anytos, il était sans doute chargé avec d'autres de soutenir ses intérêts dans les assemblées ou les procès.

#### Chefs d'accusation
Nous connaissons précisément les trois chefs d'accusation qui visent Socrate, car l'acte d'accusation est retrouvé au IIe siècle dans les archives athéniennes par Favorinus, recopié puis repris par Diogène. En avril 399 av. J.-C., Socrate se voit accusé par Mélétos principalement, ainsi que deux de ses amis, Lycon et Anytos, de deux crimes, définis sous trois chefs d'accusation :
1. Ne pas reconnaître les dieux que reconnaît la cité (être impie) ;
2. Introduire des divinités nouvelles (son daimôn) ;
3. Corrompre les jeunes gens[8].

### Déclenchement du procès

#### Discours de l'accusation et convocation

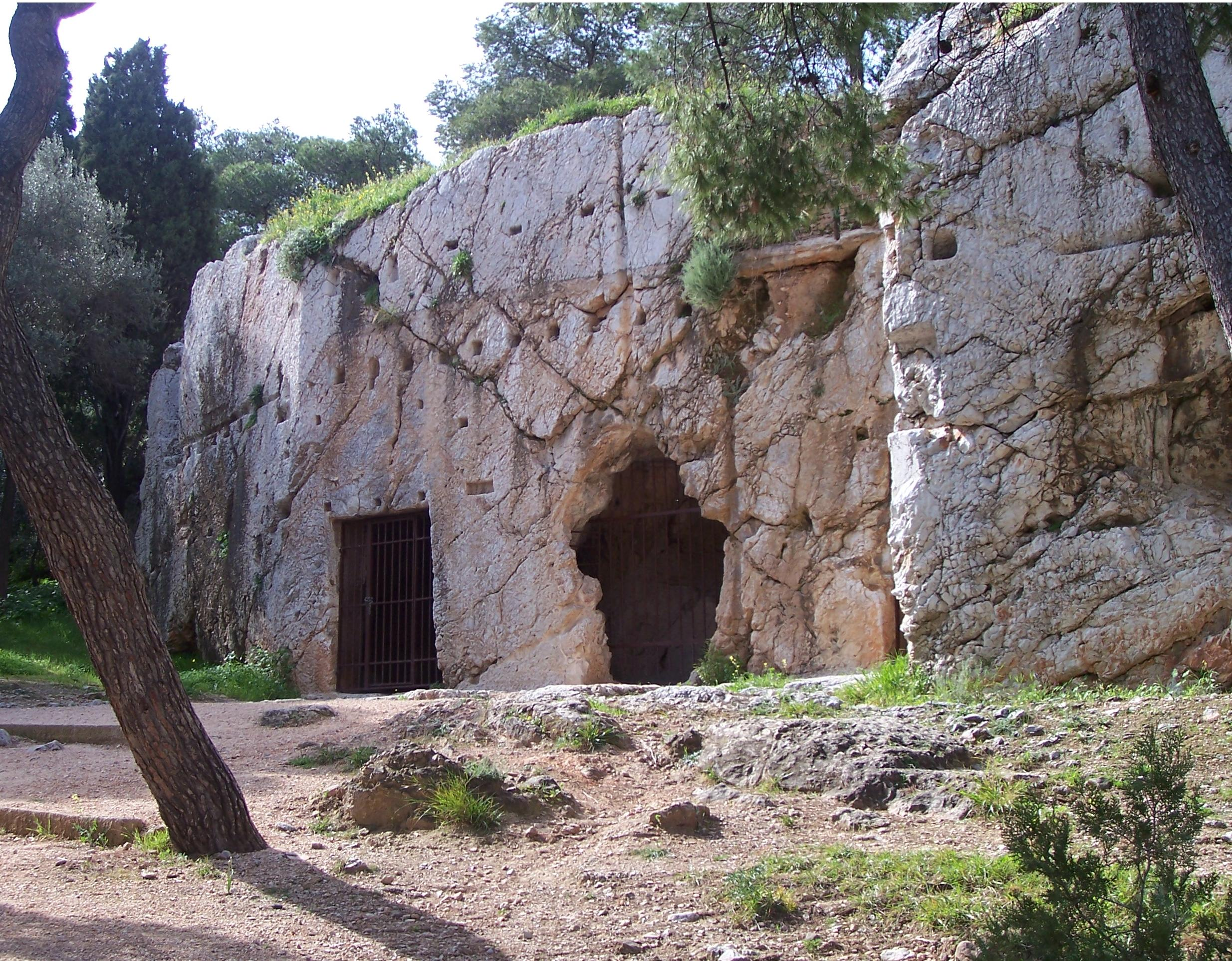
Maison creusée dans la colline de la Pnyx et désignée comme la « Prison de Socrate ».

Le premier élément du procès est une accusation formelle, que l'accusateur Mélétos prononce devant l'archonte, un fonctionnaire d'État ayant principalement des responsabilités religieuses. L'archonte décide de recevoir la demande, et convoque selon la procédure dédiée Socrate. Il paraît devant un jury composé de citoyens athéniens, pour répondre des charges de corruption de la jeunesse et d'impiété.
Les jurys athéniens antiques sont choisis à l'époque par tirage au sort, à partir d'un groupe de volontaires masculins. Contrairement aux procès modernes, les verdicts à la majorité sont plutôt la règle que l'exception (on peut trouver une satire de ces jurys dans la comédie d'Aristophane Les Guêpes). Ni Platon, ni Xénophon ne mentionnent le nombre des juges, même si Platon suggère des limites claires : seuls trente votes auraient suffi à acquitter Socrate, et moins des trois cinquièmes ont voté contre lui.

#### Discours de la défense et jugement
Le procès se déroula en deux temps. Dans un premier temps, 501 jurés sont réunis pour son jugement. Le nombre de 501 était  le nombre habituel de jurés pour ce type de procès. Socrate refuse toutefois de lire un discours de défense qui avait été écrit à son intention par Lysias. Il préfère alors  raconter sa vie aux jurés. Cette attitude lui vaut d’être jugé coupable avec 281 voix contre lui.
Une fois Socrate jugé coupable, il est question de choisir la peine encourue par Socrate. Les accusateurs demandent la mise à mort, mais le paiement d'une amende est également possible. La procédure est telle que, pour inciter les parties à une plus grande modération, les juges doivent choisir parmi les propositions des deux parties du procès. Socrate a alors la possibilité de proposer une peine qui pût être acceptée par les juges.
Socrate, après avoir exprimé sa surprise d'avoir été condamné par une si petite majorité, propose d'être nourri au Prytanée en récompense de ses actions envers la cité, un honneur immense accordé aux bienfaiteurs de la cité et aux vainqueurs des Jeux olympiques. Il propose ensuite de payer une mine (100 drachmes), qui est un cinquième de ses biens, et est un témoignage de sa pauvreté. Finalement, il s'arrête sur la somme de 30 mines (3000 drachmes), garantie par Platon et Criton. Ses accusateurs proposent la peine de mort.
Son attitude finit par exaspérer les juges qui y voient peut-être de l'arrogance, bien que Socrate n'a pas arrêté de rappeler tout au long de son procès que ce n'était que vérité. Il est condamné à mort avec 30 voix de plus sur 501 votants, d'après Platon. La mise à mort décidée est une mise à mort par ingestion d'un poison mortel, la ciguë.

#### Prison et mise à mort
La mise à mort de Socrate est retardée pour des raisons religieuses. Mis en prison, Socrate dispose de l'occasion de s’enfuir grâce à l'aide de ses amis. Il refuse toutefois d'échapper à sa sentence, au motif que le respect des lois de la cité était plus important que sa propre personne. Si sa femme Xanthippe se plaint qu'il soit condamné injustement, Socrate évacue le problème en lui répondant : « Aurais-tu préféré que ce soit justement ? Anytos et Mélétos peuvent me tuer, ils ne peuvent me nuire » (Apologie, 30 c-d.).
Montrant son accord avec sa philosophie d'obéissance à la loi, il se soumet à sa condamnation, en buvant la cigüe, poison qui lui est fourni. Il meurt à 70 ans.

## Causes de la condamnation

### Climat de tension à Athènes
Athènes vit la fin de son âge d'or lorsque Socrate est poursuivi en justice. La Cité a perdu la guerre, et beaucoup attribuèrent la défaite dévastatrice à une prétendue perte des valeurs traditionnelles dans la ville. Dans cette perspective, on trouva rapidement des boucs émissaires parmi les sophistes, et on brûla, par exemple, une partie des œuvres de Protagoras. Le procès du philosophe commence dans cette atmosphère pesante de chasse aux sorcières.
La chasse aux sorcières s'abat d'autant plus sur Socrate que ce dernier est assimilé, à tort selon Bernard Louis, à l'un d'entre eux. Eschine lui-même soutint que Socrate en était. Aristophane, lorsqu'il caricature Socrate dans sa comédie Les Nuées (Νεφέλαι) en 420 av. J.-C., représente également Socrate comme un sophiste.
Victime du sentiment général de pessimisme et de superstition qui suit la défaite d'Athènes dans la guerre du Péloponnèse, Socrate pâtit au moment du procès d'une mauvaise réputation et a du mal à convaincre le jury.

### Inimitiés et mauvaise réputation
Il est difficile de connaître le Socrate historique, car, n'ayant probablement jamais mis son travail philosophique par écrit (l'authenticité des premières lettres des Épîtres socratiques est remise en cause), on ne le connaît que par les écrits de ses disciples, Platon .
Toutefois, les sources concordent à montrer que la méthode socratique semble gêner des personnages influents de son époque, dont la réputation de sagesse et de vertu est mise à mal par ses questions. Socrate attire lui-même l'attention sur la gêne de ses concitoyens que provoque sa méthode, en se décrivant lui-même comme le « taon » d'Athènes. Socrate voit sa réputation d'autant plus écornée que la méthode socratique est souvent imitée par les jeunes gens de la cité qui le fréquentent.

### Relations amicales avec les Trente
Socrate s'est entouré de nombreux disciples, dont certains ont, par la suite, abandonné la quête du Vrai en faveur de la politique. Lors de son procès, les opinions politiques qu'on a attribuées à Socrate, et qu'ont embrassées certains de ses disciples, jouent en sa défaveur. Athènes a vécu un épisode tyrannique avec les Trente ; or, l'un des Trente les plus influents, Critias, est un ancien élève de Socrate. Critias ayant fait partie de ce groupe d'oligarques favorables à Sparte (qui dirige Athènes durant sept mois, de mai 404 à janvier 403, après la fin de la guerre du Péloponnèse), sa réputation affecte celle de Socrate.

### Opposition au régime des Trente
Socrate se serait opposé au régime politique des Trente. Il aurait refusé de participer à l'arrestation de Léon de Salamine, démocrate et adversaire des Trente, considérant que son arrestation était illégale. Cela est rapporté par Platon dans ses Épîtres (lettre VII), ainsi que dans l'Apologie (32 c). On retrouve également cette affirmation dans les Épîtres socratiques (lettre VII).

### Opinions politiques
Les véritables opinions politiques de Socrate sont inconnues, ayant été diluées ou transformées par la plume de Platon. Le Socrate de Platon est opposé à la démocratie et soutient que ce n'est pas la voix populaire qui donne le vrai, mais le savoir et la compétence professionnelle. Or, durant la guerre du Péloponnèse, l'un des principaux disciples de Socrate, Alcibiade, trahit Athènes en rejoignant le camp des spartiates. De plus, d'après les portraits laissés par des disciples de Socrate, ce dernier épouse ouvertement certaines vues anti-démocratiques, estimant que ce n'est pas l'opinion de la majorité qui donne une politique correcte, mais plutôt le savoir et la compétence professionnelle, qualités que peu d'hommes possèdent.
Platon le décrit aussi comme très critique envers les citoyens les plus importants et les plus respectés de la démocratie athénienne ; il le montre affirmant que les responsables choisis par le système athénien de gouvernement ne peuvent être regardés de façon crédible comme des bienfaiteurs, car ce n'est pas un groupe nombreux qui bénéficie de leur politique, mais « un seul homme [...] ou alors un tout petit nombre ». Enfin Socrate est connu pour louer les lois des régimes non démocratiques de Sparte et de la Crète.

### Opinions religieuses
En dehors de ses idées politiques, Socrate exprime des idées religieuses non conventionnelles. Il fait plusieurs références à un esprit personnel, ou démon (δαίμων). Socrate aurait affirmé, selon Xénophon, que ce daimôn est simplement une voix divine qui s'adresse à lui. Nombre de ses contemporains voient dans la référence à son démon un rejet de la part de Socrate de la religion d'État. Pourtant, à la lecture des textes de Platon et de Xénophon, il apparaît plutôt comme une sorte d'intuition.

## Postérité

### Conséquences de la mort de Socrate à Athènes
La mort de Socrate semble n'avoir eu que peu d'écho parmi ses contemporains. Elle est principalement connue par les ouvrages de ses deux disciples les plus célèbres, Platon et Xénophon ; mais on n’en trouve aucune mention dans les pièces d'Aristophane postérieures à 399 (L'Assemblée des femmes, Le Ploutos), alors que Socrate en était un personnage. Il en va de même dans les discours de Lysias, qui avait pourtant fréquenté Socrate, et de ceux d'Andocide et d'Isocrate.
Les Épîtres socratiques affirment que les spartiates, depuis la condamnation de Socrate, « flétrissent notre peuple, en disant qu'il est devenu fou d'avoir consenti à mettre à mort le plus innocent des hommes ». On peut toutefois douter de cette affirmation. Il en va de même pour ce que rapporte Diogène Laërce, selon lequel « le repentir suivit de près chez les Athéniens : on ferma les jeux et les gymnases ; les ennemis de Socrate furent exilés, et Mélétos en particulier fut condamné à mort. On éleva à la mémoire de Socrate une statue d’airain, œuvre de Lysippe, qui fut placée dans le Pompéium. Quant à Anytos, les habitants d’Héraclée le proscrivirent le jour même où il était entré dans leur ville » (II, 43).
De fait, il semble que ce soit essentiellement pour les intellectuels, partisans ou adversaires de Socrate, que l'événement ait eu de l'importance. C'est ainsi que vers 393, le sophiste Polycrate d'Athènes fait paraître un pamphlet contre Socrate, donnant la prétendue transcription du discours d'accusation et lui reprochant d'avoir été le maître de Critias et Alcibiade, adversaires de la démocratie, pamphlet qui a donné naissance à une abondante littérature des disciples de Socrate, les dialogues socratiques (logoi sokratikoi). Plutarque écrit qu'après avoir laissé condamner Socrate à mort, les Athéniens s'en voulurent et se prirent de haine pour ses accusateurs à tel point qu'on forçait les garçons des bains publics à changer leur eau de baignade, entre autres harcèlements, si bien qu'ils se pendirent.

### Conséquences de la mort de Socrate dans le christianisme
Il est impossible de savoir avec certitude dans quelle mesure la légende socratique a influencé, au Ier siècle, les récits des martyrs de Jésus de Nazareth et des apôtres, en particulier chez les chrétiens hellénisés. Le procès de Socrate était toutefois connu dans les milieux juifs : Flavius Josèphe et son adversaire Juste de Tibériade s'y réfèrent tous deux.
Au IIe siècle les premières mentions de Socrate apparaissent dans la littérature apologétique chrétienne. Justin de Naplouse est le premier à se référer explicitement à l'Apologie de Socrate de Platon. Cherchant à montrer que la philosophie chrétienne est l'aboutissement de la philosophie platonicienne, ses deux Apologies du christianisme suivent de près la structure et les thèmes de celle de Platon. Socrate est lui-même présenté comme un chrétien, victime d'une fausse religion, et son sort prélude à celui des martyrs du christianisme. Origène et Clément d'Alexandrie vont par la suite dans le même sens, faisant de Socrate un précurseur de Jésus.
Toutefois, le caractère divin attribué à Jésus entraîne un hiatus à partir du IIIe siècle dans l'assimilation de Socrate à Jésus, plus encore avec l'apparition d'une littérature chrétienne en langue latine, moins dépendante de la tradition grecque. Tertullien condamne ainsi Socrate, pour mieux l'opposer aux martyrs chrétiens, tout comme Minucius Felix dans son Octavius (en), œuvre qui reprend la forme des dialogues platoniciens.
À partir des Temps modernes, la figure de Socrate est connue tout autant à travers la littérature grecque qu'à travers les premiers écrivains de l'Église. Le parallèle avec Jésus se poursuit ainsi chez les érudits, comme en témoigne par exemple le Socrate du père Festugière (1934). Chez les philosophes, il se retrouve chez Hegel, Kierkegaard, Marx ou Nietzsche. En littérature encore, chez Rousseau (La Profession de foi du vicaire savoyard : « Si la vie et la mort de Socrate sont d'un sage, la vie et la mort de Jésus sont d'un Dieu. ») et les romantiques.

### Conséquences de la mort de Socrate sur la philosophie politique occidentale
La mort de Socrate est devenue, avec le temps, un symbole dans la philosophie politique occidentale. Platon et Xénophon ont immédiatement fait de la mort de leur maître un symbole de l'injustice due à l'ignorance populaire. Ils critiquent ainsi la démocratie. Cette image connaît une fortune certaine, depuis Cicéron ou Marc Aurèle jusqu'à Nietzsche.
Dans les Tusculanes, Cicéron fait de l'acceptation de la mort de Socrate un témoignage puissant de l'adhésion de Socrate à sa propre doctrine, selon laquelle l'âme étant immortelle, la mort « n'est autre chose qu'une séparation, qu'une désunion des parties ». Ainsi, Socrate « conserva une fierté qui venait, non d'orgueil, mais de grandeur d'âme ».
À partir de la Renaissance, alors que se développe une pensée critique qui vaut à certains (comme Giordano Bruno) d'être condamnés à mort, Socrate devient une figure de victime de l'intolérance, surtout religieuse, et l'on redécouvre dans le même temps un Socrate philosophe, chez Rabelais, Montaigne ou Érasme. Mais c'est surtout au XVIIIe siècle, durant les Lumières, que Socrate devient une référence de la lutte contre l'intolérance religieuse. Voltaire est ainsi l'auteur en 1759 d'une pièce intitulée La Mort de Socrate (en), drame en trois actes dans lequel l'accusateur Anytos est un Grand Prêtre, faisant mettre à mort Socrate par vengeance personnelle. Quatre autres tragédies sur le même sujet datent du XVIIIe siècle, dont celle de Billardon de Sauvigny en 1763.
Le rapprochement entre la condamnation de Socrate et l'injustice et l'arbitraire politiques a été également réalisé par Denis Diderot. En juillet 1749, l'homme politique et philosophe est incarcéré à la prison de Vincennes pour l'ensemble de ses écrits. Il y reste trois mois, période pendant laquelle il traduit, sans dictionnaire, l'Apologie de Socrate de Platon. Il s'agit, pour lui, de faire l'amalgame entre son procès et celui du célèbre philosophe grec.
Lorsque Charles Maurras est emprisonné, après la Libération de la France, pour fait de collaboration, il publie un texte, en 1948, sous le pseudonyme de Xénophon III et intitulé l'Apologie de Socrate, dans lequel il explique qu'il est victime des résistants comme Socrate le fut des démocrates.

## Adaptations dans les arts et les lettres

### Littérature
- Voltaire, La Mort de Socrate, théâtre, 1759
- Marmontel, Voltaire, Un disciple de Socrate aux Athéniens, héroïde, 1760 [lire en ligne]
- Edme-Louis Billardon de Sauvigny, La Mort de Socrate, théâtre, 1763
- Simon-Nicolas-Henri Linguet, Socrate, tragédie, 1764 [lire en ligne]
- Jean-Marie Collot, ci-devant d'Herbois, Le Procès de Socrate, ou Le Régime des anciens temps, comédie, 1791 [lire en ligne]
- Alphonse de Lamartine, La Mort de Socrate, poème, 1823
- Brice Parain, La Mort de Socrate, roman, 1950
- Mansour Rahbani, Les Derniers Jours de Socrate, comédie musicale (en arabe), 1998
- Jean Paul Mongin, La Mort du divin Socrate, Les petits Platons, récit pour la jeunesse, 2010

### Cinéma
- Processo e morte di Socrate (it), de Corrado D'Errico, avec Ermete Zacconi (Socrate), 1939
- Socrate (téléfilm), de Roberto Rosselini, 1971

### Théâtre
Le Procès de Socrate H.U. Dorian Les Éditions Universelles 1952 - pièce en 5 actes